# S.S. Scafatese Calcio 1922
Đừng nhầm lẫn với ASD US Scafatese Calcio, một đội Serie D được thành lập vào năm 2010 và có trụ sở tại cùng một thành phố.
Società Sportiva Scafatese Calcio 1922 là một câu lạc bộ bóng đá hiệp hội Ý đến từ Scafati, Campania.

## Lịch sử

### Thành lập
Câu lạc bộ được thành lập vào năm 1922 với tên Unione Sportiva Scafatese.

### Serie B
Trong mùa 1946-47 và trong các mùa giải tiếp theo, nó chơi ở Serie B.

### Từ Terza Cargetoria đến Eccellenza
Vào mùa hè năm 2010 vì vấn đề tài chính, nó không tham gia 2010-11 Lega Pro Seconda Divisione và khởi động lại từ Terza Cargetoria. Đội được thăng hạng lên Promozione Campania trong mùa 2012-13 sau khi bắt đầu thăng hoa ở Terza Cargetoria Salerno / A trong mùa 2010-11. Vào mùa hè 2013, đội sáp nhập với Montecorvino Rovella, câu lạc bộ của Eccellenza. Trong mùa giải 2013-14, đội đã chơi với người đồng hương ASD US Scafatese Calcio.

## Màu sắc và huy hiệu
Màu sắc của đội là xanh và vàng.

## liên kết ngoài
- (tiếng Ý) Trang chủ chính thức Lưu trữ ngày 13 tháng 9 năm 2014 tại Wayback Machine